# Sandro Corsaro
Sandro Mario Corsaro (Lynn, Massachusetts; 25 de septiembre de 1977) es un productor, animador y escritor estadounidense. Es el creador y productor ejecutivo de la serie animada de Disney XD Kick Buttowski: Suburban Daredevil.  
Corsaro se tituló en Bellas Artes y Animación de la Universidad del Sur de California. Ha trabajado en numerosas compañías de entretenimiento y también es autor. En sus libros, comparte sus técnicas distintivas para aplicar los principios tradicionales de la animación en el entorno digital. Sandro ha trabajado en Siggraph, NAB, Flashforward y encima G4. También se desempeñó como consultor de Adobe.